# USS Philip (DD-76)
USS Philip (DD–76) là một tàu khu trục thuộc lớp Wickes của Hải quân Hoa Kỳ được chế tạo vào cuối Chiến tranh Thế giới thứ nhất; sau đó được chuyển cho Hải quân Hoàng gia Anh Quốc như là chiếc HMS Lancaster vào đầu Chiến tranh Thế giới thứ hai. Tên của nó được đặt theo John Woodward Philip.

## Thiết kế và chế tạo
Chiếc tàu chiến đầu tiên của Hải quân Mỹ mang cái tên USS Philip được đặt lườn tại xưởng tàu của hãng Bath Iron Works ở Bath, Maine vào ngày 1 tháng 9 năm 1917. Nó được hạ thủy vào ngày 25 tháng 7 năm 1918, được đỡ đầu bởi Bà Barrett P. Philip, và được đưa ra hoạt động tại Xưởng hải quân Boston vào ngày 24 tháng 8 năm 1918 dưới quyền chỉ huy của Hạm trưởng, Thiếu tá Hải quân John F. Cox.

## Lịch sử hoạt động

### Hải quân Hoa Kỳ
Sau khi được trang bị hoàn thiện tại Boston, Philip được điều về Hải đội 2 thuộc Lực lượng Tuần dương vào ngày 1 tháng 9 năm 1918 để hộ tống đoàn tàu vận tải HX–47 vượt Đại Tây Dương. Nó quay trở về từ Buncrana, Ireland theo chỉ thị của Tư lệnh Lực lượng Khu trục hoạt động tại vùng biển Châu Âu. Nó trở thành soái hạm của Đội săn tàu ngầm đặt căn cứ tại Trạm tuần duyên Cold Spring, Cape May, New Jersey, từ ngày 28 tháng 9 đến ngày 11 tháng 10, rồi lên đường đi sang châu Âu cùng với đoàn tàu vận tải HX–54 khởi hành vào ngày 27 tháng 10 và quay trở về New York vào ngày 20 tháng 11.
Philip đã hỗ trợ cho các chuyến bay vượt Đại Tây Dương NC-1, NC-3 và NC-4 từ ngày 11 đến ngày 19 tháng 5 năm 1919. Cùng với các đơn vị hạm đội khác, nó tham gia cuộc thử nghiệm tác xạ của Lục quân tại Fort Hancock, New York. Sau đó nó được điều động sang Hải đội 4 của Lực lượng Khu trục thuộc Hạm đội Thái Bình Dương, và đã đi đến căn cứ khu trục San Diego vào ngày2 tháng 8. Trong tháng tiếp theo, nó lên đường đi Trân Châu Cảng tham gia các cuộc tập trận, cơ động hạm đội và thực hành chiến thuật. Nó hoạt động dọc theo bờ Tây Hoa Kỳ, Nam Mỹ và vùng kênh đào Panama cho đến ngày 29 tháng 5 năm 1922, khi Philip được cho ngừng hoạt động và đưa về lực lượng dự bị.
Khi được cho hoạt động trở lại vào ngày 25 tháng 2 năm 1930, Philip được đại tu và nâng cấp trước khi được điều động về Hải đội Khu trục thuộc Hạm đội Chiến trận. Nó tiến hành cơ động và thực hành tác xạ cùng lực lượng dự bị tại khu vực thực tập San Diego. Vào ngày 3 tháng 11, nó đi đến Corinto, Nicaragua trên đường đi sang vùng bờ Đông Hoa Kỳ gia nhập Hải đội Huấn luyện, đi đến Xưởng hải quân New York vào ngày 6 tháng 12. Trong năm 1931, nó thực hiện nhiều chuyến đi từ đảo Staten đến bờ biển New England, khu vực hoạt động Bermuda và Căn cứ Hoạt động Hải quân Hampton Roads, Tangier Sound và Quantico, Virginia trước khi quay trở về New York. Ngày 22 tháng 12, nó rời New York gia nhập Hải đội Đặc vụ hoạt động tại khu vực phụ cận Panama, Nicaragua và El Salvador để bảo vệ quyền lợi của Hoa Kỳ. Sau khi được cho tách ra, Philip đi vào Xưởng hải quân Mare Island, và từ ngày 9 tháng 5 đến ngày 30 tháng 7 năm 1932 nó hoạt động với biên chế cắt giảm cùng với Hải đội Khu trục 20 thuộc Lực lượng Dự bị Luân phiên.
Từ căn cứ của nó ở San Diego, từ ngày 18 tháng 8, Philip hoạt động cùng với Đội khu trục 6 thuộc Hải đội 2 của Hạm đội Chiến trận, tham gia các cuộc huấn luyện hải đội, chiến thuật và thực hành ngư lôi, đôi khi cùng với Lực lượng Chiến trận Không lực. Từ tháng 12 năm 1933 đến tháng 7 năm 1934 nó lại hoạt động với biên chế cắt giảm như trước đây, rồi phục vụ cùng với Đội tàu ngầm 12 và với Lực lượng Tuần dương Tuần tiễu cũng như cùng với các đội tàu khu trục khác. Trong tháng 7–tháng 8 năm 1934, Philip viếng thăm các cảng Alaska và chuẩn bị cho cuộc Duyệt binh Hạm đội Tổng thống tổ chức tại San Diego vào tháng 9-tháng 10 năm 1935. Trong số nhiều nhiệm vụ được giao, nó tham gia các cuộc tập trận Vấn đề Hạm đội hàng năm, huấn luyện chiến thuật hải đội và hạm đội, thỉnh thoảng hoạt động như tàu hộ tống phòng không cho tàu sân bay.
Philip được cho xuất biên chế tại Căn cứ Khu trục San Diego vào ngày 2 tháng 4 năm 1937, nhưng lại nhập biên chế trở lại vào ngày 30 tháng 9 năm 1939 để hoạt động cùng Đội khu trục 64 thuộc Hải đội Đại Tây Dương, và hoạt động Tuần tra Trung lập tại khu vực phụ cận Key West, Florida. Nó đến nơi vào ngày 11 tháng 12, và vào đầu năm sau là một đơn vị thuộc Phân đội Antilles. Nó đã viếng thăm các cảng Tây Ấn và Venezuela cũng như là vịnh Guantanamo, Cuba, St. Eustatius, Dry Tortugas, San Juan, Puerto Rico, St. Thomas, đảo Culebra, và đã hoạt động như tàu hộ tống chống tàu ngầm đến khu vực kênh đào Panama.

### Hải quân Hoàng gia Anh
Rời Key West ngày 23 tháng 7 năm 1940 để đi đến Xưởng hải quân New York, Philip được đại tu rồi cho chạy thử máy trước khi đi đến Newport, Rhode Island trên đường đi đến Halifax, Nova Scotia. Tại đây nó được xuất biên chế vào ngày 23 tháng 10 năm 1940 và được chuyển sang quyền sở hữu của Anh theo Thỏa thuận đổi tàu khu trục lấy căn cứ, và đổi tên thành HMS Lancaster trong phục vụ cùng Hải quân Hoàng gia Anh. Philip được rút khỏi danh sách Đăng bạ Hải quân ngày 8 tháng 1 năm 1941.
Lancaster đã phục vụ như một tàu rải mìn và tàu hộ tống vận tải cho Hải quân Hoàng gia trong suốt Chiến tranh Thế giới thứ hai. Nó được cải biến cho nhiệm vụ hộ tống tàu buôn, khi nó được tháo dỡ ba trong số các khẩu pháo 4 in (100 mm)/50 caliber và một trong số các bệ ống phóng ngư lôi ba nòng nhằm giảm bớt trọng lượng bên trên, đồng thời bổ sung vũ khí chống tàu ngầm gồm mìn sâu và súng cối nhiều nòng chống tàu ngầm (Hedgehog). Lancaster được đưa về lực lượng dự bị vào tháng 7 năm 1945.